# ميناء البلاخية (غزة)
ميناء البلاخية أو ميناء الأنثيدون الأثري هو موقع أثري يقع شمال غرب مدينة غزة القديمة في فلسطين، وصفته اليونسكو ضمن المواقع الأثرية.
يعود بناء موقع البلاخية إلى 800 عام قبل الميلاد على يد الكنعانيين وهم أول سكان لفلسطين، وهو يعتبر من أهم المعالم الأثرية في غزة، وأهمها في منطقة الشرق الأوسط إذ أنه كان في فترة من الفترات الميناء التجاري الوحيد الذي يربط فلسطين مع باقي دول العالم القديم ويعود تاريخه إلى العهد الروماني وقد استمر وجوده حتى العهد البيزنطي. اذ انه اليوم في يد وزارة السياحة الفلسطينية وقيد إجراء ترميمات ليصبح مزارا لكافة المواطنين وبؤرة توعوية للحضارة والتاريخ.

## نتائج التنقيبات
كشف الانخفاض الجوي المسمى بهدى عام 2013 عن انقاض أول قصر بالعالم وهو أول قصر بُني تحت الأرض أيضًا، بطريقة هندسية تُظهر الإعجاز الكنعاني والفلسطيني من ناحية معمارية. في عام 2013 بدأت أولى مهمات التنقيب عنه من البعثة الفرنسية، وأهم ما وجد فيه بقايا سور طوله 150 مترًا، في كل 50 مترًا له يضم برجًا استعمل كمنارة أو محطة مراقبة، ويُعتقد أنها تعود للعصر الإسلامي بقيادة الأيوبيين، كما وجدت فيها جداريات لُونت بالفوريسكو (التصوير الجصي) ويعتقد أنها بقايا قصور قديمة تعتبر الأولى من نوعها في العالم، وكانت مخصصة لأسياد التجارة أو الملوك، وتعود للعصر الروماني بالقرن الرابع الميلادي.
وفواخير قديمة وأنتيكا وفسيفسائيات تعود للعصور الرومانية والعصور اليونانية أيضًا كانت من اكتشافات البعثة الفرنسية للتنقيب عن الآثار، وعظام للجمال ومقابر للعبيد من مقدونيا ورومانيا واليونان دُفنوا فيها استعملهم الملوك قديمًا لتشييد هذا الميناء، واحتوى الموقع أيضًا على معابد قديمة أهمها للوثنيين والمسيحيين، وقطع ذهبية ومقام للقديسة الرومانية هيلانا التي اكتشفت بنفسها الصليب الذي يُقال إن سيدنا عيسى أعدم عليه.

## صراع السوريين والمصريين على ميناء غزة
بعد وفاة الإسكندر الأكبر، انقسمت إمبراطورتيه لمملكتين: إذ تولى «السلوقيون» حكم بلاد الشام وتركيا وبلاد فارس وشمال الهند وباكستان وصولاً لأفغانستان وغرب الصين، أما «البطالمة» المصريون فقد حكموا مصر وليبيا والسودان وإثيوبيا وساحل الحجاز واليمن المطل على البحر الأحمر، وكذلك جزيرة قبرص وأثينا وجنوب تركيا.
ورغم المساحات الشاسعة والأراضي الواسعة التي تسيطر عليها كل من الإمبراطوريتين السورية والمصرية، فإن ذلك لم يمنع الخلاف بينهما على مدينة غزة التي كانت سببًا في إشعال فتيل الحرب بين أكبر مملكتين في العالم حينها، فالبطالمة المصريون يعتبرون غزة المنفذ البحري الوحيد نحو مستعمراتهم في قبرص وجنوب تركيا وأثينا من خلال ميناء «الأنثيدون» بصفته الميناء الوحيد في تلك الفترة الذي تستفيد من الملاحة والتجارة به بلاد الشمال الإفريقي والشام كافة، كما أن موقع غزة كان يشكل الدرع الواقي لشمال مصر وكذلك جنوب سوريا.
استطاع السلوقيون تحت حكم الملك السوري «أنطيوخوس الثالث» طرد «البطالمة» المصريين من غزة خلال حرب اندلعت بينهما في الجنوب الفلسطيني 219 قبل الميلاد، وكانت تلك أول هزيمة للدولة البطلمية بتاريخها، واستطاع أنطيوخوس الثالث احتكار التجارة والملاحة بميناء «الأنثيدون»، حتى إن البطالمة أصبحوا يصلون لمستعمراتهم في قبرص وجنوب تركيا من خلال مقابل يدفعونه للسلوقيين مقابل السماح لهم بالسفر البحري عبر الميناء.
وبسبب هذا الميناء القديم، استمرت الحروب طيلة 20 عامًا، ولم تهدأ الحروب بين الآسيويين والأفارقة، إلا بعدما تصاهرت الإمبراطوريتان، حيث تزوج الملك المصري [[بطليموس

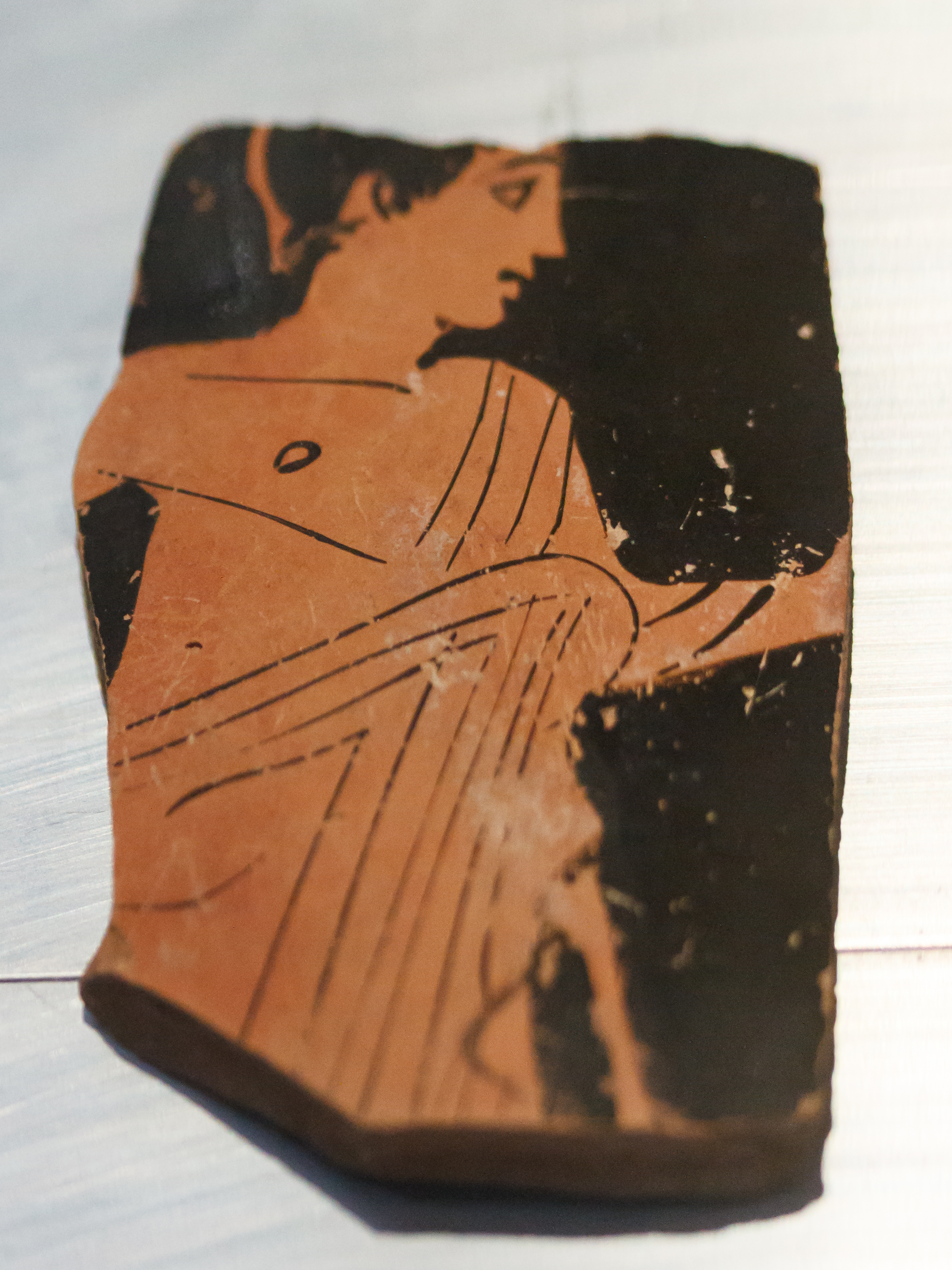
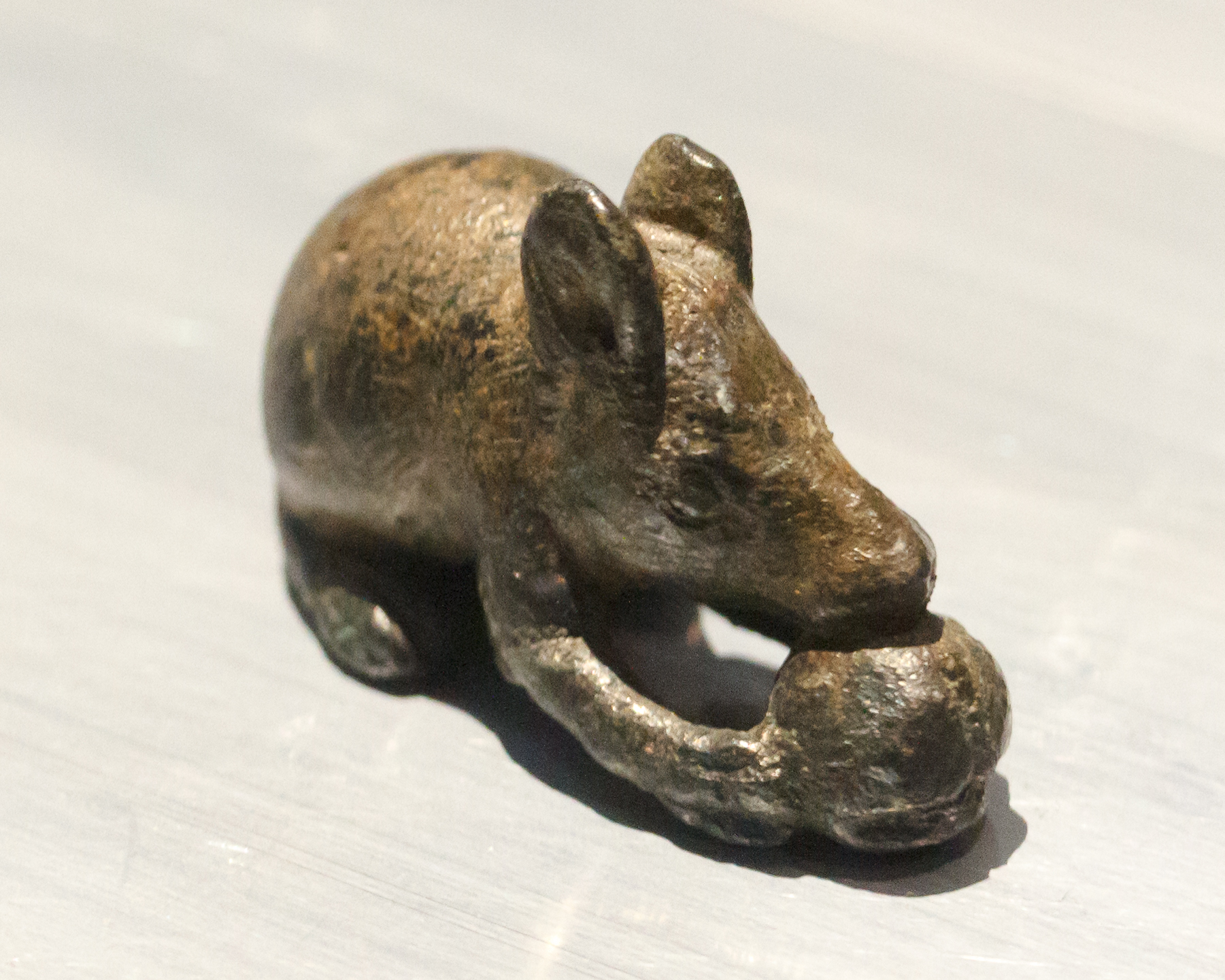
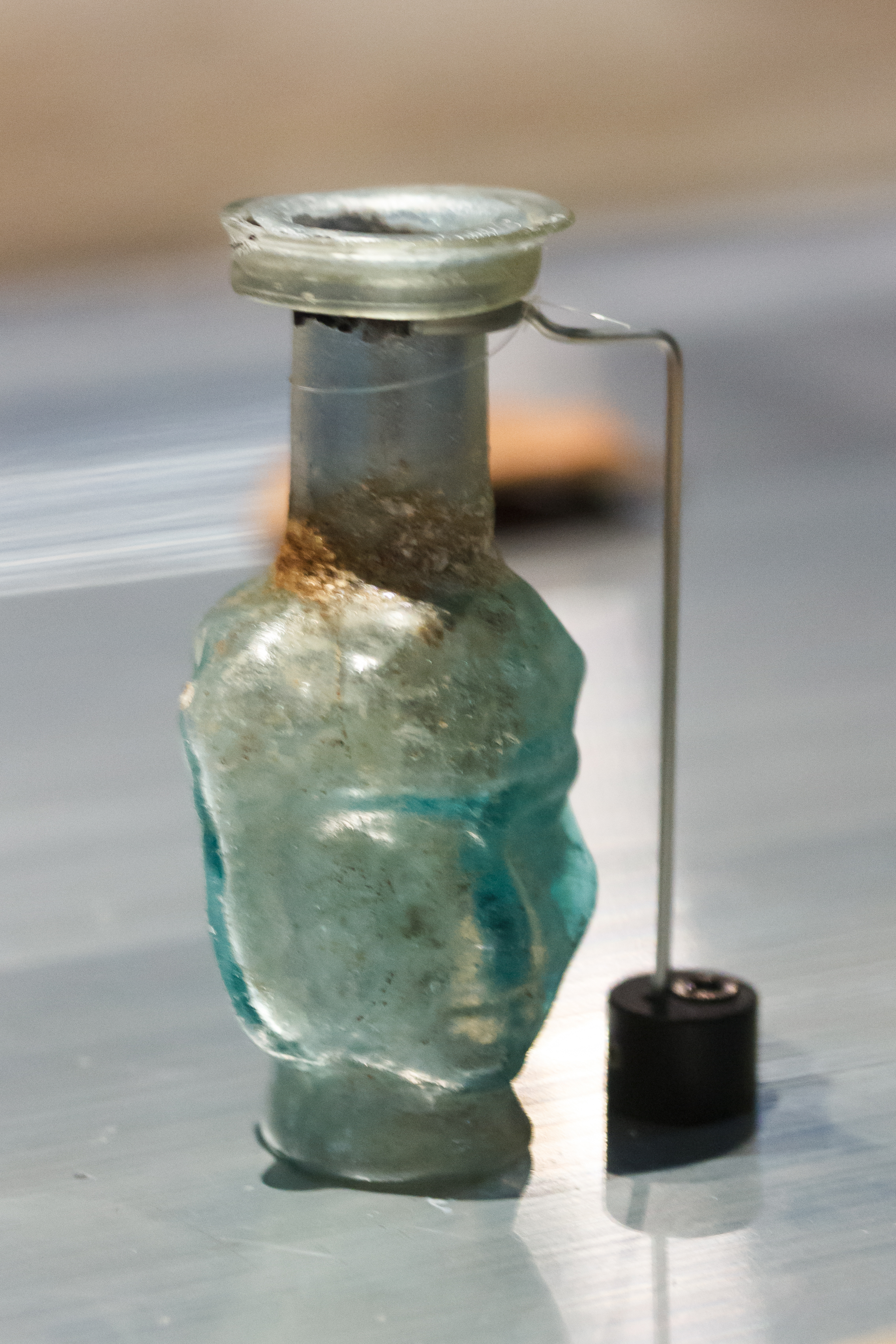
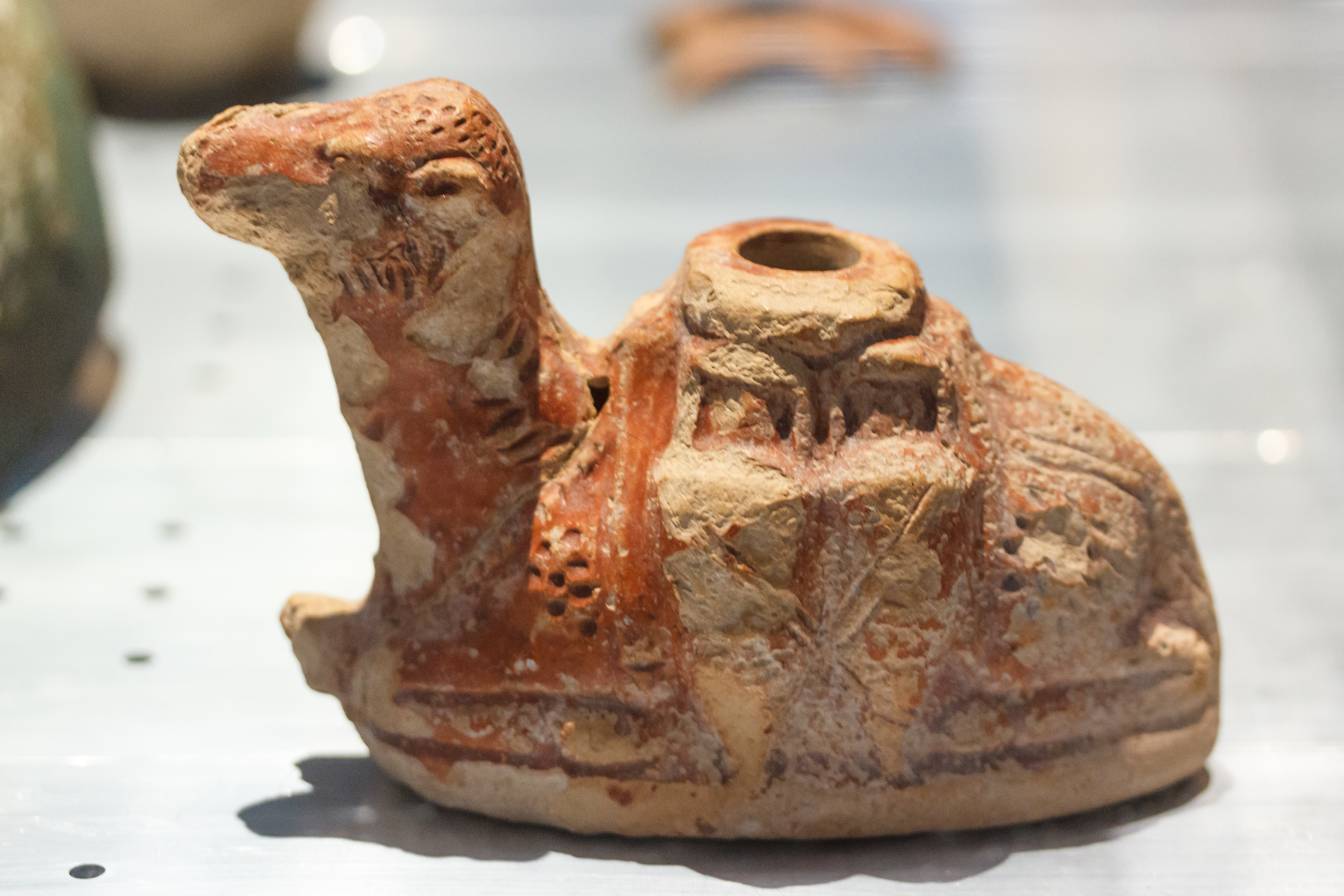

الخامس|طليموس الخامس]] بابنة الملك السوري كليوباترا الأولى.

## غزة وميناؤها قُدِما كمهر لكليوباترا
بسبب هذا الميناء القديم، استمرت الحروب طيلة 20 عامًا، ولم تهدأ الحروب بين الآسيويين والأفارقة، إلا بعدما تصاهرت الإمبراطوريتان، حيث تزوج الملك المصري بطليموس الخامس بابنة الملك السوري كليوباترا الأولى، وأقيم حفل الزفاف الملكي في مدينة رفح جنوب قطاع غزة، كإشارة على نهاية الخلاف بينهما عام 195 ق. م، وكان مهر كليوباترا مدينة غزة. أصبحت كليوباترا الأولى حاكمة لبلاد مصر والشام فيما بعد، واستمرت سلالتها في الحكم حتى استولى الرومانيون على مصر وبلاد الشام.

## الإمبراطور الروماني يعلن احتلاله لمصر وبلاد الشام من أرض ميناء غزة
يقال إن الإمبراطور الروماني مومبيوس مر من مدينة غزة عقب هزيمة مملكة كليوباترا السابعة 56 ق. م، والسيطرة على مصر وبلاد الشام، وألقى خطاب النصر من على أرض موقع «البلاخية» وميناء «الأنثيدون»، كونهما عاصمتا الازدهار حينها، وأعلن من على أرض الميناء انتصار جيشه على خلفاء الإسكندر (السلوقيين والبطالمة).
لم يهتم الإسلاميون كثيرًا بأمر هذا الميناء نظرًا لانقطاع التعاملات التجارية بينهم وبين الرومان عقب هزيمتهم بغزة عام 635م بقيادة خليفة المسلمين عمر بن الخطاب.
وازدهرت المدينة بعهد المسيحيين 395 ميلاديًا وأصبحت مركزًا تجاريًا مهمًا، كحلقة وصل بين آسيا وإفريقيا من ناحية تجارية عبر ميناء الأنثيدون، وقد سميت غزة حينها بـ«سيدة البخور والعطور»، فكانت قوافل البهارات والعطور التجارية تأتي عبر الجمال من مدينة صلالة اليمنية إلى ساحل حضرموت، ثم إلى ساحل الحجاز، وتحط رحالها بالبتراء الأردنية كاستراحة قبل توجهها لغزة، ثم عبر ميناء «الأنثيدون» إلى بلدان أوروبا كأثينا وجريت وروما وقبرص واليونان.

## قصف الميناء
تعرض الميناء لتدمير بسبب قصف إسرائيلي استهدف الأنثيدون في حرب إسرائيل على غزة سنة 2023.